# Jaloux (film)
Pour les articles homonymes, voir Jaloux.
Pour plus de détails, voir Fiche technique et Distribution.
Jaloux est un film québécois conçu, réalisé et monté par Patrick Demers. Pour son premier long métrage, le cinéaste a tourné en 16 jours à l'aide d'un scène-à-scène de 22 pages et d'un budget de moins de 100 000 $.  Selon une technique Freestyle que Demers a développée dans ses courts métrages, les dialogues sont apparus au cours d'improvisations dirigées pendant le tournage, puis le film fut ensuite réécrit à l'étape du montage. De plus, Demers a choisi de construire son récit avec la collaboration des trois interprètes principaux du film :  Benoit Gouin, Sophie Cadieux et Maxime Denommée.
Jaloux fut tourné à l'été 2008, mais comme le film indépendant n'a pas été appuyé par les organismes de financement québécois traditionnels (SODEC et Téléfilm Canada), la post-production du film s'est étalée jusqu'au printemps 2010, moment où le film fut sélectionné par le Festival international du film de Karlovy Vary puis par le Festival international du film de Toronto

## Synopsis
Thomas et Marianne ne sont plus le couple qu'ils étaient. Pour tenter de sauver leur relation, Thomas amène sa conjointe dans le chalet de son oncle Michel pour la fin de semaine. À leur arrivée, ils sont surpris de trouver le propriétaire du chalet voisin, Benoît, qui avait préparé un repas pour Michel et sa femme. Voyant qu'ils ne viendraient pas, il invite plutôt Thomas et Marianne à partager le festin. Le lendemain, Thomas laisse Marianne au chalet et va chercher une remorqueuse pour leur voiture en panne. Durant le trajet, Thomas découvre que Benoît n'est pas celui qu'il prétend être.

## Tournée internationale
- Festival international du film de Karlovy Vary 2010
- Festival international du film de Toronto 2010
- Festival du nouveau cinéma de Montréal 2010
- Golden Horse Film Festival 2010
- Festival international du film des Hamptons 2010
- Canadian Front 2011 au MoMA
- Sydney Canadian Film Festival 2011
- Monterey Film Festival de Mexico 2011
- Haifa International Film Festival 2011, Israel
- Temporada Alta 2011, Espagne

## Fiche technique
- Titre original : Jaloux
- Réalisation : Patrick Demers
- Scénarisation : Patrick Demers, Benoît Gouin, Sophie Cadieux, Maxime Denommée
- Trame sonore originale : Ramachandra Borcar
- Direction artistique et costumes : Éric Barbeau
- Maquillage : Anandaé Tourigny, Mathilde Hollard
- Direction photo : Tobie Marier Robitaille
- Son : Frédéric Cloutier, Bruno Pucella, Hans Laitres
- Montage image : Patrick Demers
- Producteurs : Stéphane Tanguay et Cédric Bourdeau
- Société de production : Productions Kinesis
- Société de distribution : Les Films Séville (eOne)
- Budget : 5 000 000 dollars[4]
- Pays d'origine :  Canada
- Langue originale : français
- Format : couleur, 35mm, format d'image 2.35 : 1
- Genre : thriller, drame psychologique
- Durée : 95 minutes
- Date de sortie en salle : 25 mars 2011

## Distribution
- Maxime Denommée : Thomas
- Sophie Cadieux : Marianne
- Benoît Gouin : Jean Messier alias Ben
- Marie-France Lambert : Hélène
- Daniel Gadouas : Michel
- Daniel Malenfant : Luc
- Marc Beaupré : Steve
- Christine Beaulieu : Nancy
- Raphaël Roussel : Mat
- Maryève Alary : Geneviève
- Marc Latrémouille : Benoît
- Emmanuelle Rochon : Sylvie
- Jean-Yves Gaudreault : le garagiste